# Governo Menabrea I
Il Governo Menabrea I è stato il decimo esecutivo del Regno d'Italia, il primo guidato da Luigi Federico Menabrea.
Esso, nato in seguito alle dimissioni del governo precedente, è stato in carica dal 27 ottobre 1867 al 5 gennaio 1868 (sebbene già dimissionario dal 23 dicembre 1867), per un totale di 70 giorni, ovvero 2 mesi e 9 giorni.
Questo governo segnò una rottura tra la prassi parlamentare di supremazia della Camera - consolidata dal conte Cavour - e la norma costituzionale ripristinata dal re Vittorio Emanuele II. Costituito esclusivamente da senatori, alti funzionari e notabili, il Menabrea I era composto da uomini che si rifacevano esclusivamente alla destra e fu accusato d'essere un governo extraparlamentare di corte, i cui membri professavano un culto quasi fanatico della monarchia.
Fu il primo esecutivo della storia dell'Italia unita a cadere a seguito di una crisi parlamentare: il 22 dicembre 1867 infatti un ordine del giorno, su cui il gabinetto aveva posto la questione di fiducia, venne rigettato dalla Camera per due voti.

## Compagine di governo

### Appartenenza politica
| Partito | Partito                 | Presidente | Ministri | Totale |
| ------- | ----------------------- | ---------- | -------- | ------ |
|         | Destra storica          | 1          | 2        | 3      |
|         | Indipendente (politica) | -          | 6        | 6      |

### Situazione parlamentare
NOTA: Nonostante questo governo sia stato il primo ad essere effettivamente stato privato della fiducia (seppur indirettamente e tramite un ordine del giorno), ai tempi del Regno d'Italia, poiché secondo lo Statuto Albertino il governo rispondeva nei fatti al solo Re, il rapporto con il Parlamento in senso moderno non era obbligatorio (ed in tal senso vari sono stati i casi di formazione di un governo palesemente privo di tale supporto). La prassi di determinare la sopravvivenza dell’esecutivo in base al supporto parlamentare, dunque, si è andata sviluppando si da questo momento, ma stabilmente solo successivamente, specie con l’ascesa dei partiti di massa e con l’introduzione del sistema proporzionale, in tempi molto più tardi rispetto all’unità, ed ufficialmente solo con la Costituzione della Repubblica Italiana. Per questo motivo, il grafico sottostante espone, secondo ricostruzioni e dichiarazioni, nonché secondo la composizione del governo ed anche secondo il voto effettivamente subìto, il supporto che questo ha ottenuto.
Al momento dell’entrata in carica, il 27 ottobre 1867:
| Camera              | Collocazione | Partiti              | Seggi     |
| ------------------- | ------------ | -------------------- | --------- |
| Camera dei deputati | Maggioranza  | PLC (151), IND (117) | 268 / 493 |
| Camera dei deputati | Opposizione  | DEM (225)            | 225 / 493 |

Al momento della sua caduta, il 22 dicembre:
| Camera              | Collocazione | Partiti             | Seggi     |
| ------------------- | ------------ | ------------------- | --------- |
| Camera dei deputati | Governo      | PLC (151), IND (98) | 242 / 493 |
| Camera dei deputati | Opposizione  | DEM (225), IND (19) | 244 / 493 |

## Composizione
| Carica                                | Titolare                                                                                 | Titolare                                                                                 | Titolare                                                                                 |
| Presidenza del Consiglio dei ministri | Presidenza del Consiglio dei ministri                                                    | Presidenza del Consiglio dei ministri                                                    | Presidenza del Consiglio dei ministri                                                    |
| ------------------------------------- | ---------------------------------------------------------------------------------------- | ---------------------------------------------------------------------------------------- | ---------------------------------------------------------------------------------------- |
| Presidente del Consiglio dei ministri |                                                                                          |                                                                                          | Federico Luigi, Conte di Menabrea (Destra storica)                                       |
| Ministero                             | Ministri                                                                                 | Ministri                                                                                 | Ministri                                                                                 |
| Affari Esteri                         |                                                                                          |                                                                                          | Federico Luigi, Conte di Menabrea (Destra storica)                                       |
| Agricoltura, Industria e Commercio    | Luigi Guglielmo Cambray-Digny (Indipendente) Ad interim (fino al 28 novembre 1867)       | Luigi Guglielmo Cambray-Digny (Indipendente) Ad interim (fino al 28 novembre 1867)       | Luigi Guglielmo Cambray-Digny (Indipendente) Ad interim (fino al 28 novembre 1867)       |
| Agricoltura, Industria e Commercio    | Emilio Broglio (Destra storica) Ad interim (dal 28 novembre 1867)                        |                                                                                          |                                                                                          |
| Lavori Pubblici                       |                                                                                          |                                                                                          | Girolamo Cantelli (Indipendente)                                                         |
| Interno                               |                                                                                          |                                                                                          | Filippo Antonio Gualterio (Indipendente)                                                 |
| Pubblica Istruzione                   |                                                                                          |                                                                                          | Emilio Broglio (Destra storica)                                                          |
| Guerra                                |                                                                                          |                                                                                          | Ettore Bertolè Viale (Indipendente)                                                      |
| Marina                                | Federico Luigi, Conte di Menabrea (Destra storica) Ad interim (fino all’8 novembre 1867) | Federico Luigi, Conte di Menabrea (Destra storica) Ad interim (fino all’8 novembre 1867) | Federico Luigi, Conte di Menabrea (Destra storica) Ad interim (fino all’8 novembre 1867) |
| Marina                                |                                                                                          | Pompeo Provana del Sabbione (Indipendente) (dall’8 novembre 1867)                        |                                                                                          |
| Finanze                               |                                                                                          |                                                                                          | Luigi Guglielmo Cambray-Digny (Indipendente)                                             |
| Grazia e Giustizia e Culti            |                                                                                          |                                                                                          | Adriano Mari (Indipendente)                                                              |

## Cronologia

### 1867
- 27 ottobre - Il Governo giura nelle mani del Re.
- 22 dicembre - Un ordine del giorno, a firma dell’on. Bonfadini e favorevole al governo, viene respinto con 201 voti contrari su 408 presenti (199 favorevoli, 8 astenuti). Presone atto, il governo presenta il giorno successivo le dimissioni dinnanzi al Re, il quale tuttavia affida nuovamente l’incarico al gen. Menabrea.

### 1868
- 5 gennaio - Formato il nuovo esecutivo sempre a guida Menabrea, si conclude ufficialmente l’esperienza del governo.